# Jules Rostand (1847-1930)
Pour les autres membres de la famille, voir Famille Rostand.
Pour les articles homonymes, voir Jules Rostand et Rostand.
Jules Wulfran Bruno Rostand, né le 9 décembre 1847 à Marseille et mort le 27 avril 1930 à Andilly, est un banquier et homme d'affaires français.

## Biographie
Jules Rostand est le fils de Jules Rostand (1820-1889) et de Camille Puget (1827-1882), fille de Wulfran Puget. Marié à Hélène Gay, fille du banquier Léon Gay et petite-fille d'Alexandre Clapier, il est le père de :
- Pierre (1876-1922), banquier, époux de Valentine Whettnall (petite-fille d'Eugène de Fourcy) et beau-père d'Antoinette Binoche
- André (1878-1965)
- Isabelle (1879-1956), épouse de Louis Desanges, président de la société Gaz et Eaux

Il commence ses études à Marseille avant d'être admis au petit séminaire de Notre-Dame-des-Champs fondé par Mgr Dupanloup.
Après la guerre de 1870, durant laquelle il est mobilisé, il rejoint son oncle Albert à Paris, au sein de la banque « Gay, Rostand  et Cie », dont il devient associé en 1878 puis président à partir de 1881.
Il crée, avec l'ingénieur italien J. B. Serpieri, plusieurs sociétés d'exploitation minière dont la Société anonyme des mines de Montecatini, qui deviendra plus tard le groupe Montecatini qui fusionnera avec le groupe Edison pour devenir le groupe Montedison, ainsi que la Compagnie française des mines du Laurion dont il est président de 1904 à 1923.
En 1894, il est appelé par son cousin et grand ami Alexis Rostand (1844-1919) au conseil d'administration du Comptoir national d'escompte de Paris (CNEP), dont ce dernier est le directeur général puis président, de 1902 à 1919. Jules Rostand en est vice-président de 1919 à 1930.
Il est, notamment, président de la Compagnie des compteurs, de la Compagnie générale française de tramways, de la Société française des pyrites de Huelva, des Monts de Piétés égyptiens et administrateur de la Banque d'Indochine, de la Société des gaz et eaux, du Crédit foncier argentin, de la Société des transports en commun de la région parisienne, de l'Union pour le Crédit à l'Industrie nationale et des Forges et ateliers de la Gironde.
Catholique fervent, il fonde la Société immobilière de la région parisienne, dont le but était d'aider l'archevêché de Paris à construire des églises, des cités paroissiales et des presbytères. Il est, comme son père, décoré de l'ordre de Saint-Grégoire-le-Grand par le Pape Léon XIII en remerciements de ses conseils et de son action en faveur de l'Église. Il en est fait chevalier, puis commandeur et enfin grand-croix. Il était également officier de l'ordre du Sauveur de Grèce, de l'ordre de la Couronne d'Italie et de l'ordre de la Couronne de Belgique.
Il est maire d'Andilly de 1920 à 1925, où il possédait le château de Belmont.

## Sources
- Dominique Barjot, « Les patrons du second Empire : Marseille », 1999
- Laurence Américi, Xavier Daumalin, « Les dynasties marseillaises : de la Révolution à nos jours », 2010
- « Qui êtes-vous ? : annuaire des contemporains : notices biographiques », Volume 3